# David Spector
Pour les articles homonymes, voir Spector.
David Spector est un économiste, chargé de recherche au CNRS, professeur associé à l'École d'économie de Paris. Ses principaux domaines de travail sont la théorie microéconomique, son application au droit de la concurrence, et l'histoire des débats économiques.

## Biographie
Né le 14 avril 1971, David Spector est ancien élève de l'École normale supérieure de Paris (promotion 1989) et agrégé de mathématiques. Il obtient en 1998 un Ph.D en économie à la London School of Economics et à l'École des hautes études en sciences sociales (EHESS). De 1997 à 2001, il est professeur assistant au Massachusetts Institute of Technology (MIT).
Il est chargé de recherche au CNRS (Paris-Jourdan Sciences économiques) et professeur associé à l'École d'économie de Paris.
En parallèle à ses activités universitaires, David Spector a créé avec d'autres associés le cabinet de conseil MAPP (Microéconomie Appliquée), qui intervient dans des affaires de droit de la concurrence, principalement en France et dans l'Union européenne. MAPP a été cédée en 2018 à KPMG France.
En 2022, David Spector a publié un recueil de nouvelles intitulé Sept mille cinq cents euros - Pastiches politico-littéraires, ayant comme fil conducteur la campagne présidentielle d'Emmanuel Macron en 2017,,,,.

## Travaux
Les travaux de David Spector portent principalement sur la théorie microéconomique et l'histoire des débats économiques, sujet sur lequel il a publié en 2017 La Gauche, la droite et le marché, récompensé notamment par le prix de l'Association française de science économique,,,,,,.

## Œuvres
- Spector, David Électricité : faut-il désespérer du marché ?, Éditions Rue d'Ulm, Collection du CEPREMAP, Paris, 13 mars 2007, 54 pp.
- David Spector, La Gauche, la droite et le marché, Odile Jacob, 2017, 304 p. (ISBN 9782738133663)
- David Spector, Sept mille cinq cent euros. Pastiches politico-littéraires, Paris, Nouvelles éditions Wombat, 2022, 128 p. (ISBN 978-2-37498-203-8)